# 中新奖学金项目
中新奖学金项目（中国和新加坡奖学金项目），是中国和新加坡根据两国政府之间的协议而执行的教育奖学金项目。也称SM系列奖学金项目。该项目由中国教育部留学服务中心负责项目的开展，符合条件的中国学生可以在自愿的基础上报名参加，也可以由所在院校选拔推荐，选拔通过的中国学生将获得新加坡政府提供的全额奖学金以前往新加坡留学。由于中国政府不对此项目提供奖学金，因此参加此项目的中国留学生被视为自费留学，需要申办普通护照。
该项目针对不同类型的学生提供了三类奖学金：SM1、SM2和SM3，截止2011年，SM3项目20年期满，协议不再续期。
中国和新加坡教育系统的学制差异较大，参见中国内地教育和新加坡教育。

## JM3
所谓SM1的正式名称为JM3, SM1仅为通俗叫法。英文名称现已改为School-based Scholarship，这个项目开始于1991年，对象主要是中国国内一些省份的初级中学毕业生。
入选学生在当年的10月内（可能是月初，也可能是月底）前往新加坡，之后进行两个月左右的英文衔接课（English Bridging Course），次年1月进入新加坡中学就读三年级。
在中学毕业时，学生需要参加剑桥O水准考试（O-Level），并根据成绩报考初级学院（学制为两年的本科预备班），而参加直通车项目的学生则无需考试，直接升入对口的初级学院。
在初级学院毕业时，学生需要参加剑桥A水准考试（A-Level），并根据成绩报考大学。由于SM1项目的协议期为4年，因此在初级学院毕业后，学生也可以选择申请新加坡以外的大学，新加坡的剑桥A水准考试也受到英联邦国家及美国的部分大学的认可。选择继续在新加坡读大学的学生则可以相对自由地选择学校和专业。

### 待遇
- 学费、住宿费全免(学杂费如书本、校车等由自己承担，各学校有不同的要求）
- 生活补贴：中学2200新元/年，初级学院2400新元/年
- 抵达新加坡时，一次性安置费400新元，不同学校安置费可能不同
- 初次抵新机票，毕业回程机票以及一次度假往返机票，均为经济舱，共4张

选择继续在新加坡读大学的学生可以考虑续约申请政府的学费津贴，毕业后则需要在新加坡工作3-6年。
SM1奖学金得主可以自费申请新加坡大学（毕业后不需要在新加坡工作），也可以报考外国大学（如英国、美国大学，学费由学生承担）。

## SM2
SM2中的“SM”指的是Senior Middle School，其对象是中国国内一些高中的高二学生。
学生在3月份参加选拔考试（笔试），5月份参加面试。
过去，选中者于当年12月前往新加坡。基础较好的学生在经过8个月的短期预科培训后即可于次年8月开始正式的大学课程，而大多数学生则需要接受20个月的预科培训后方可开始正式的大学课程。
现如今，选中者7月收到分配大学名单（新加坡国立大学，南洋理工大学，4个实验省有新加坡科技设计大学）8月前往新加坡进行为期10个月的预科，并于次年6月确定专业，8月正式进入大学。具体时间细节根据大学不同而定。

### 待遇
部分待遇包括：
- 学费、住宿费全免（预科后住宿费补贴以最低级别Hall Double Room为准）
- 生活补贴：6000新元/年
- 医疗保险

参与此项目的学生需要在毕业后在新加坡注册公司工作6年或缴纳一定数额的违约金。

## SM3（已停止）
SM3的招生对象是中国名牌大学的大一入学新生。截止2011年，SM3项目20年期满，协议不再续期。

### 选拔
SM3的选拔对象为中国30多所重点大学的本科入学新生。选拔人数一般以各个大学的不同从15到30不等。引2006为例，奖学金人选是从下面15所大学中选出：（按音序排列）
- 北京航空航天大学（15人）
- 重庆大学（20人）
- 大连理工大学（30人）
- 东南大学（20人）
- 哈尔滨工业大学（25人）
- 吉林大学（30人）
- 南京大学（20人）
- 山东大学（30人）
- 四川大学（20人）
- 武汉大学（20人）
- 西安交通大学（25人）
- 西北工业大学（25人）
- 厦门大学（15人）
- 浙江大学（30人）
- 中南大学（20人）

报名者须参加由新加坡教育部于10月份举行的笔试和面试。笔试项目包括：综合能力、数学和英语。

### 待遇
- 生活费：6000元/年
- 抵新后一次性安置费新加坡币200元
- 经济舱飞机票（包括赴新和毕业来回机票一共三张）
- 医疗保险
- 大学课程及预备班的学费及杂费。

参与此项目的学生需要在毕业后在新加坡工作6年。

### 补充说明
- 在不到7个月的预备班期间，奖学金获得者的住宿由新加坡教育部安排。大学第一年，奖学金生将住在大学的学生宿舍；第二或第三年的住宿资格将取决于奖学金生在校的活动积分。宿舍费包括在奖学金之中。如果奖学金获得者没有获得足够的活动积分而被踢出宿舍，其校外的部分租金将由奖学金承担。
- 奖学金在第一年将保持有效，一年过后将根据学生每年品行和成绩而定，学期GPA两次如低于3.5，学制GPA低于3.0，奖学金则会终止。
- 奖学金获得者将被安排在南洋理工大学和新加坡国立大学这两所大学学习本科学业。
- 奖学金获得者一旦由于自身原因（例如：考试不及格、违反校规，触犯法律、中途无故退学或拒绝服务）毁约，其应按契约规定对新加坡方面进行经济赔偿。
- 奖学金获得者只能在新加坡大学攻读相应规定的科学和工程学类专业，不能修读商科，医科等其他学科。

## 赞助商
部分赞助商包括：
- 星展银行
- 吉宝企业
- 海皇轮船
- 胜宝旺企业
- 新加坡航空公司
- 新加坡港务集团
- 新加坡电信